# Aaron Rosenberg
Cet article concerne le producteur américain. Pour l'écrivain né en 1969, également américain, voir Aaron Rosenberg (écrivain).
Aaron Rosenberg, né le 26 août 1912 à Brooklyn (New York), mort le 1er septembre 1979 à Torrance (Californie), est un producteur (au cinéma et à la télévision) et assistant-réalisateur (au cinéma) américain.

## Biographie
Au cinéma, Aaron Rosenberg débute comme assistant-réalisateur en 1935 et travaille à ce titre jusqu'en 1948. Entre autres, il assiste les réalisateurs Allan Dwan (cinq films, dont Suez en 1938), Fritz Lang (Le Retour de Frank James en 1940), Anatole Litvak (deux films, dont Âmes rebelles en 1942), et enfin George Marshall (Le Sang de la terre en 1948, son dernier film comme assistant-réalisateur).
Il devient producteur de cinéma en 1948 et, principalement au sein d'Universal Pictures, exerce cette fonction jusqu'en 1973 pour le grand écran. On lui doit notamment de nombreux westerns, dont Winchester '73 (1950) et Je suis un aventurier (1954), tous deux réalisés par Anthony Mann et avec James Stewart. Parmi ses autres films notables, citons L'Or du Hollandais de Delmer Daves (1958, avec Alan Ladd) et Les Révoltés du Bounty de Lewis Milestone (version de 1962, avec Marlon Brando et Trevor Howard).
Aaron Rosenberg est également producteur de télévision, sur quatre téléfilms, entre 1968 et 1974, année où il se retire. Mais surtout, il est producteur exécutif de la série-western Daniel Boone (158 épisodes, soit la quasi-intégralité, de 1964 à 1970), avec Fess Parker dans le rôle-titre.
En sa qualité de producteur, il obtient en 1963 une nomination à l'Oscar du meilleur film, pour Les Révoltés du Bounty.

## Filmographie complète

### Au cinéma

#### Comme assistant-réalisateur

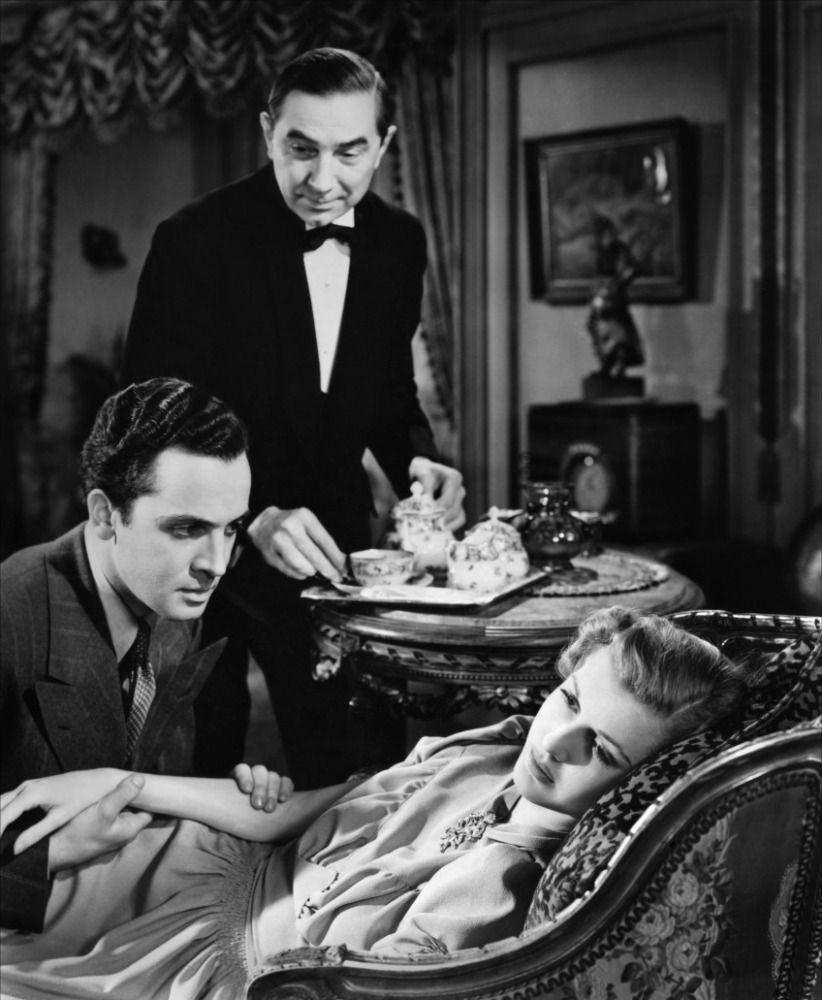
Le Gorille (1939) : Edward Norris, Béla Lugosi et Anita Louise

- 1935 : Charlie Chan à Shanghaï (Charlie Chan in Shanghai) de James Tinling
- 1936 : The Country Beyond d'Eugene Forde
- 1936 : Charlie Chan aux courses (Charlie Chan at the Race Track) d'H. Bruce Humberstone
- 1936 : Thank You, Jeeves ! d'Arthur Greville Collins
- 1936 : Sous le masque (Crack-Up) de Malcolm St. Clair
- 1937 : Fair Warning (en) de Norman Foster
- 1937 : That I May Live d'Allan Dwan
- 1938 : Walking Down Broadway de Norman Foster
- 1938 : Suez d'Allan Dwan
- 1938 : Les Trois Louf'quetaires (The Three Musketeers) d'Allan Dwan
- 1939 : Le Gorille (The Gorilla) d'Allan Dwan
- 1939 : L'Aigle des frontières (Frontier Marshal) d'Allan Dwan
- 1939 : Stop, Look and Love (en) d'Otto Brower
- 1940 : Le Retour de Frank James (The Return of Frank James) de Fritz Lang
- 1941 : Week-end à la Havane (Week-End in Havana) de Walter Lang (seconde équipe)
- 1942 : Âmes rebelles (This Above All) d'Anatole Litvak
- 1943 : The Meanest Man in the World de Sidney Lanfield
- 1946 : The Bachelor's Daughters d'Andrew L. Stone
- 1947 : The Long Night d'Anatole Litvak
- 1948 : Ton heure a sonné (Coroner Creek) de Ray Enright
- 1948 : Le Sang de la terre (Tap Roots) de George Marshall

#### Comme producteur

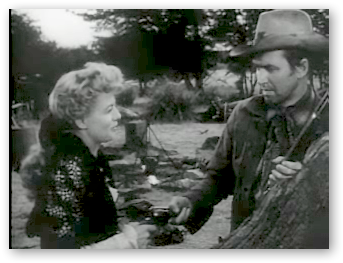
Winchester '73 (1950) : Shelley Winters et James Stewart

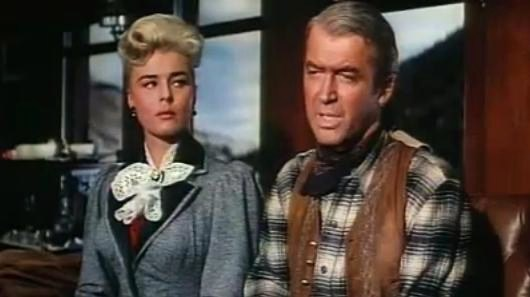
Le Survivant des monts lointains (1957) : Elaine Stewart et James Stewart

- 1948 : Feudin', Fussin' and A-Fightin' de George Sherman
- 1948 : Larceny de George Sherman
- 1949 : Ma and Pa Kettle de Charles Lamont
- 1949 : Le Mustang noir (Red Canyon) de George Sherman
- 1949 : Johnny Stool Pigeon de William Castle
- 1949 : La Fille des prairies (Calamity Jane and Sam Bass) de George Sherman
- 1949 : The Story of Molly X de Crane Wilbur
- 1950 : Winchester '73 d'Anthony Mann
- 1950 : Outside the Wall de Crane Wilbur
- 1951 : Air Cadet (en) de Joseph Pevney
- 1951 : L'Enfant du désert (Cattle Drive) de Kurt Neumann
- 1951 : Iron Man de Joseph Pevney
- 1951 : La Quatrième Issue (The Raging Tide) de George Sherman
- 1951 : La police était au rendez-vous (Six Bridges to Cross) de Joseph Pevney
- 1952 : Here Come the Nelsons de Frederick De Cordova
- 1952 : Les Conducteurs du diable (Red Ball Express) de Budd Boetticher
- 1952 : Les Affameurs (Bend of the River) d'Anthony Mann
- 1952 : Le monde lui appartient (The World in His Arms) de Raoul Walsh
- 1953 : Le Tueur du Montana (Gunsmoke) de Nathan Juran
- 1953 : Révolte au Mexique (Wings of the Hawk) de Budd Boetticher
- 1953 : Le Démon blond (The All American) de Jesse Hibbs
- 1953 : Le Port des passions (Thunder Bay) d'Anthony Mann
- 1953 : Le Déserteur de Fort Alamo (The Man from Alamo) de Budd Boetticher
- 1954 : Romance inachevée (The Glenn Miller Story) d'Anthony Mann
- 1954 : La Brigade héroïque (Saskatchewan) de Raoul Walsh
- 1954 : Je suis un aventurier (The Far Country) d'Anthony Mann
- 1955 : Ange ou Démon (The Shrike) de José Ferrer
- 1955 : L'Homme qui n'a pas d'étoile (Man without a Star) de King Vidor
- 1955 : L'Enfer des hommes (To Hell and Back) de Jesse Hibbs
- 1955 : La Muraille d'or (Foxfire) de Joseph Pevney
- 1956 : Coup de fouet en retour (Backlash) de John Sturges
- 1956 : Dix secondes de silence (World in My Corner) de Jesse Hibbs
- 1956 : Benny Goodman (The Benny Goodman Story) de Valentine Davies
- 1956 : L'Homme de San Carlos (Walk the Proud Land) de Jesse Hibbs
- 1956 : The Great Man de José Ferrer
- 1957 : Le Survivant des monts lointains (Night Passage) de James Neilson
- 1957 : Four Girls in Town de Jack Sher
- 1957 : Joe Butterfly de Jesse Hibbs
- 1958 : L'Or du Hollandais (The Badlanders) de Delmer Daves
- 1959 : Never Steal Anything Small (en) de Charles Lederer
- 1959 : Tout commença par un baiser (It started with a Kiss) de George Marshall
- 1961 : Volupté (Go naked in the World) de Ranald MacDougall et Charles Walters
- 1962 : Les Révoltés du Bounty (Mutiny on the Bounty) de Lewis Milestone
- 1963 : Pousse-toi, chérie (Move Over, Darling) de Michael Gordon
- 1964 : Shock Treatment de Denis Sanders
- 1964 : Le Crash mystérieux (Fate in the Hunter) de Ralph Nelson
- 1965 : Morituri de Bernhard Wicki
- 1965 : La Récompense (The Reward) de Serge Bourguignon
- 1965 : Ne pas déranger s'il vous plaît (Do Not Disturb) de Ralph Levy
- 1966 : Daniel Boone : Frontier Trail Rider de George Sherman
- 1966 : Smoky de George Sherman
- 1967 : Tony Rome est dangereux (Tony Rome) de Gordon Douglas
- 1967 : Opération Caprice (Caprice) de Frank Tashlin
- 1968 : Le Détective (The Detective) de Gordon Douglas
- 1968 : La Femme en ciment (Lady in Cement) de Gordon Douglas
- 1973 : La Malédiction du loup-garou (The Boy Who Cried Werewolf) de Nathan Juran

### À la télévision
Comme producteur
- 1964-1970 : Série Daniel Boone, saisons 1 à 6, 158 épisodes
- 1968 : Nick Quarry, téléfilm de Walter Grauman (court métrage)
- 1969 : The Desperate Mission, téléfilm d'Earl Bellamy
- 1974 : The Virginia Hill Story, téléfilm de Joel Schumacher
- 1974 : Reflections of Murder, téléfilm de John Badham

## Nomination
- 1963 : Oscar du meilleur film pour Les Révoltés du Bounty.